# Humulus le muet
Humulus le muet est une saynète écrite par Jean Anouilh en 1929. Elle a été créée par les Compagnons de l'Arc-en-ciel le 18 septembre 1948 au Théâtre de la Cité universitaire à Paris.

## Résumé
Humulus est muet. Mais un médecin est parvenu à lui donner la possibilité de prononcer « un mot » par jour. Humulus a pris une grande décision : économiser ses mots, pendant trente jours, afin de pouvoir faire une déclaration à celle qu'il aime, quitte à ne pas adresser les souhaits traditionnels à la Duchesse, sa grand-mère pour avoir de sa bénédiction et hériter sa fortune, pour le nouvel an. Arrive le grand jour (celui de la déclaration), les trente mots sont dits : « Voulez-vous répéter, s'il vous plaît », demande la bien-aimée. Car, un peu dure d'oreille, elle n'a rien entendu et sort un cornet acoustique de son sac ! Alors il perd les deux.

## Personnages
- La duchesse
- Hector de Brignoc
- Humulus enfant, puis adolescent
- un gitan
- Hélène
- Les domestiques